# Aryston z Pelli
Aryston z Pelli – znany jedynie z imienia pisarz wczesnochrześcijański z pierwszej połowy II wieku, jeden z pierwszych apologetów.
Prawdopodobnie był Żydem nawróconym na chrześcijaństwo. Około 140 roku napisał Dialog między Jazonem a Papiskusem, zawierający polemikę z judaizmem w formie dysputy toczonej pomiędzy judeochrześcijaninem a żydem aleksandryjskim, zakończonej nawróceniem tego drugiego. Dzieło to nie zachowało się do czasów współczesnych, znane są tylko niewielkie wyjątki z niego, często podane już w tłumaczeniu na łacinę. Dialog znany był Celsusowi, odwoływał się do niego także Hieronim ze Strydonu. Euzebiusz z Cezarei powołał się na Arystona jako źródło informacji o wygnaniu Żydów z Jerozolimy przez cesarza Hadriana po upadku powstania Bar-Kochby.